# Ischnomesidae
Ischnomesidae là một họ chân đều thuộc phân bộ Asellota.

## Chi
Họ này gồm các chi sau:
- Contrarimesus Kavanagh & Wilson, 2007
- Cornuamesus Kavanagh & Wilson, 2007
- Fortimesus Kavanagh & Wilson, 2007
- Gracilimesus Kavanagh & Wilson, 2007
- Haplomesus Richardson, 1908
- Heteromesus Richardson, 1908
- Ischnomesus Richardson, 1908
- Mixomesus Wolff, 1962
- Stylomesus Wolff, 1956